# 波皮夫卡 (斯瓦托韋區)
49°21′33″N 38°4′28″E / 49.35917°N 38.07444°E
波皮夫卡（烏克蘭語：Попівка）是位於烏克蘭東部的村莊，由盧甘斯克州斯瓦托韋區的科洛梅奇哈市鎮負責管轄。該村始建於1954年，面積4.8平方公里，海拔高度150米，2001年人口13，人口密度每平方公里2.71人。